# جيسون غاردنر
جيسون غاردنر (بالإنجليزية: Jason Gardner)‏ مواليد 14 نوفمبر 1980 في إنديانابوليس، هو مدرب كرة سلة أمريكي ولاعب سابق. بدأ مسيرته الاحترافية في سنة 2003. يبلغ طوله 5 قدم 10 بوصة (1.8 م). اعتزل اللعب في 2011.

## المسيرة الاحترافية
لعب مع نادي كركا لكرة السلة في سنة 2003، ثم لعب مع نادي أوستند لكرة السلة من سنة 2003 إلى 2005، ثم لعب مع تاونسفيل كروكودايلز في الدوري الأسترالي في موسم 2006–2007، ثم لعب مع إي دبليو إي باسكتس أولدنبورغ في الدوري الألماني من سنة 2007 إلى 2011.

## روابط خارجية
- جيسون غاردنر على موقع كرة السلة الأوروبية.كوم (الإنجليزية)
- جيسون غاردنر على موقع كلية كرة السلة في سبورتس رفرنس.كوم (الإنجليزية)
- جيسون غاردنر على موقع ريلجم (الإنجليزية)
- جيسون غاردنر على موقع بروبوليرز (الإنجليزية)
- جيسون غاردنر على موقع كلية كرة السلة في سبورتس رفرنس.كوم (الإنجليزية)
- جيسون غاردنر على موقع سبورتس رفرنس (الإنجليزية)